# 莫莉·恩斯特龙
莫莉·恩斯特龙（英語：Molly Engstrom，1983年3月1日—），美国女子冰球运动员。她曾代表美国国家队参加2006年和2010年冬季奥林匹克运动会冰球比赛，获得一枚银牌和一枚铜牌。